# Rio Bărzăuța
O Rio Bărzăuţa é um rio da Romênia afluente do Rio Uz, localizado no distrito de Harghita e Bacău.